# Premium Cinema
Premium Cinema è stato un gruppo di canali televisivi a pagamento editi da Mediaset dedicati al cinema. Ha iniziato la sua programmazione l'8 maggio 2009 con il solo canale Premium Cinema.

## Storia
Premium Cinema nasce l'8 maggio 2009 alle 21:00 su Mediaset Premium.
Il 18 novembre 2009, l'offerta si allarga con l'arrivo di Premium Cinema Energy dedicato ai film d'azione, horror e brividi e di Premium Cinema Emotion, dedicato ai film romantici.
Dal 18 maggio 2010 il canale principale trasmette anche in alta definizione.
Il 1º luglio 2011, nasce Premium Cinema Comedy dedicato a commedie e film comici.
Dal 5 marzo 2015 fino al 12 gennaio 2016, i canali diventano disponibili anche in streaming sulla piattaforma Infinity.
Il 23 giugno 2015, a seguito della riorganizzazione editoriale di Mediaset Premium, l'offerta viene nuovamente rinnovata con l'eliminazione della versione in definizione standard di Premium Cinema e l'arrivo di Premium Cinema 2 in alta definizione e delle rispettive versioni timeshift +24 in definizione standard di quest'ultimi. Dalla stessa data i canali traslocano di posizione occupando la zona dal canale 330 in avanti.
Il 1º ottobre 2016, nascono le versioni in alta definizione e in timeshift +24 di Premium Cinema Energy e contestualmente sparisce la versione in definizione standard.
In seguito ad un accordo tra Mediaset Premium e Sky Italia reso noto il 30 marzo 2018, a partire dal 27 aprile 2018 i canali (ad esclusione di Premium Cinema 2 ed Energy +24) diventano disponibili solo in alta definizione anche sulla piattaforma satellitare.
Il 1º giugno 2018 spariscono dal digitale terrestre Premium Cinema 2 (che rimane disponibile solo online) e i canali +24, mentre i canali HD vengono convertiti tutti in definizione standard. Dalla stessa data i canali tornano nuovamente disponibili anche all'interno della piattaforma Infinity nella sezione "Canali Live".
Il 1º agosto 2018 chiude Premium Cinema 2.
Da aprile 2019 i canali diventano disponibili anche su Sky Go.
Dal 1º giugno 2019, a seguito della chiusura del bouquet digitale terrestre di Mediaset Premium, i canali sono rimasti disponibili esclusivamente su Infinity e Sky.
Il 1º luglio 2020 viene rimodulata l'offerta e i canali, passati da quattro a tre, cambiano nome: Premium Cinema e Premium Cinema Energy confluiscono in Premium Cinema 1 (di conseguenza Premium Cinema +24 diventa Premium Cinema 1 +24), Premium Cinema Emotion diventa Premium Cinema 2 e Premium Cinema Comedy diventa Premium Cinema 3.
Dall'8 aprile 2021, con l'unione di Infinity e Mediaset Play nella nuova piattaforma Mediaset Infinity, i canali diventano disponibili sul channel a pagamento Infinity+.
Il 10 gennaio 2022 i tre canali Premium Cinema, assieme agli altri canali a pagamento del gruppo Mediaset, cessano le trasmissioni.

## Canali
| Logo                                | Nome                                | Descrizione | Nascita          | Chiusura        |
| ----------------------------------- | ----------------------------------- | --- | ---------------- | --------------- |
|                                     | Premium Cinema 1                    | Canale dedicato alle prime visioni di film recenti e ai film d'azione, horror, thriller e avventura, nato dall'unione di Premium Cinema e Premium Cinema Energy. | 1º luglio 2020   | 10 gennaio 2022 |
| Premium Cinema 1 HD                 |                                     | Canale dedicato alle prime visioni di film recenti e ai film d'azione, horror, thriller e avventura, nato dall'unione di Premium Cinema e Premium Cinema Energy. | 1º luglio 2020   | 10 gennaio 2022 |
| Premium Cinema 1 +24 HD             |                                     | Canale dedicato alle prime visioni di film recenti e ai film d'azione, horror, thriller e avventura, nato dall'unione di Premium Cinema e Premium Cinema Energy. | 1º luglio 2020   | 10 gennaio 2022 |
|                                     | Premium Cinema 2                    | Canale dedicato ai film romantici, evoluzione di Premium Cinema Emotion.                                                                                         | 1º luglio 2020   | 10 gennaio 2022 |
| Premium Cinema 2 HD (2ª versione)   |                                     | Canale dedicato ai film romantici, evoluzione di Premium Cinema Emotion.                                                                                         | 1º luglio 2020   | 10 gennaio 2022 |
|                                     | Premium Cinema 3                    | Canale dedicato ai film commedia, evoluzione di Premium Cinema Comedy.                                                                                           | 1º luglio 2020   | 10 gennaio 2022 |
| Premium Cinema 3 HD                 |                                     | Canale dedicato ai film commedia, evoluzione di Premium Cinema Comedy.                                                                                           | 1º luglio 2020   | 10 gennaio 2022 |
|                                     | Premium Cinema (1º lancio)          | Canale dedicato alle prime visioni di film recenti e ai cortometraggi.                                                                                           | 8 maggio 2009    | 23 giugno 2015  |
| Premium Cinema (2º lancio)          | 1º giugno 2018                      | Canale dedicato alle prime visioni di film recenti e ai cortometraggi.                                                                                           | 1º luglio 2020   |                 |
| Premium Cinema HD                   | 18 maggio 2010                      | Canale dedicato alle prime visioni di film recenti e ai cortometraggi.                                                                                           | 1º luglio 2020   |                 |
| Premium Cinema +24                  | 23 giugno 2015                      | Canale dedicato alle prime visioni di film recenti e ai cortometraggi.                                                                                           | 1º giugno 2018   |                 |
| Premium Cinema +24 HD               | 27 aprile 2018                      | Canale dedicato alle prime visioni di film recenti e ai cortometraggi.                                                                                           | 1º luglio 2020   |                 |
|                                     | Premium Cinema 2 HD (1ª versione)   | Canale dedicato al cinema d'autore che trasmetteva anche speciali ed interviste.                                                                                 | 23 giugno 2015   | 1º agosto 2018  |
| Premium Cinema 2 +24                | 1º giugno 2018                      | Canale dedicato al cinema d'autore che trasmetteva anche speciali ed interviste.                                                                                 | 23 giugno 2015   |                 |
|                                     | Premium Cinema Energy (1ª versione) | Canale dedicato ai film d'azione, horror e brividi. | 18 novembre 2009 | 1º ottobre 2016 |
| Premium Cinema Energy (2ª versione) | 1º giugno 2018                      | Canale dedicato ai film d'azione, horror e brividi. | 1º luglio 2020   |                 |
| Premium Cinema Energy HD            | 1º ottobre 2016                     | Canale dedicato ai film d'azione, horror e brividi. | 1º luglio 2020   |                 |
| Premium Cinema Energy +24           | 1º ottobre 2016                     | Canale dedicato ai film d'azione, horror e brividi. | 1º giugno 2018   |                 |
|                                     | Premium Cinema Emotion              | Canale dedicato ai film romantici. | 18 novembre 2009 | 1º luglio 2020  |
| Premium Cinema Emotion HD           | 27 aprile 2018                      | Canale dedicato ai film romantici. |                  | 1º luglio 2020  |
|                                     | Premium Cinema Comedy               | Canale dedicato ai film comici. | 1º luglio 2011   | 1º luglio 2020  |
| Premium Cinema Comedy HD            | 27 aprile 2018                      | Canale dedicato ai film comici. |                  | 1º luglio 2020  |